# 県立新潟女子短期大学
県立新潟女子短期大学（けんりつにいがたじょしたんきだいがく、英語: Niigata Women's College）は、新潟県新潟市東区海老ヶ瀬471番地に本部を置いていた日本の公立大学である。1963年に設置され、2012年に廃止された。大学の略称は県短。

## 概観

### 大学全体
- 新潟県新潟市東区に所在した日本の公立短期大学で、設置主体は公立大学法人新潟県立大学。
- 1963年に開学し、当初は1学科2専攻で入学定員80名体制[1]。のちに学科の増設もあり、4学科[注 1]体制に発展。
- 2008年度の入学生を最後に[注釈 2]、短期大学としての使命を終える[注釈 3]。

### 教育および研究
- 県立新潟女子短期大学に設置されていた学科の一つである英文学科は、「異文化を理解し、国際共通語である英語を使って情報発信できる人材育成」・｢高い教養をもつ国際人の育成｣という教育目標を有し、海外語学研修制度が取り入れられていた。国際教養学科は全国の短大でも少数で、ロシア語・中国語・朝鮮語など英語以外の語学が専門科目として設置されているところが特徴的であった。幼児教育学科ではアメリカでの幼稚園研修、生活福祉専攻ではシンガポールでの「世界ダウン症会議」に参加した実績がある。

### 学風および特色
- 県立新潟女子短期大学は、国際交流が盛んな短大としても有名でこれまで韓国・中国・ロシア・アメリカ・イギリスなどの各諸国での海外研修が行なわれていた。

## 沿革
- 1963年
  - 1月21日 左記を以て文部省[注 2]より短期大学の設置が認可される[5]。
  - 4月1日 県立新潟女子短期大学が以下の学科体制にて開学。初代学長として田沢康夫が就任[6]。
    - 家政科
      - 被服専攻 入学定員40名
      - 食物専攻 入学定員40名

  - 5月1日 学生数[7]/定員
    - 家政科 
      - 被服専攻 40[注釈 4]/40
      - 食物専攻 40[注釈 4]/40
- 1966年
  - 4月1日 以下の学科の新設を行なう[8]。
    - 幼児教育科 入学定員40名
    - 英文科 入学定員80名

  - 5月1日 学生数[9]/定員
    - 家政科 163[注釈 4]/160
    - 幼児教育科 40[注釈 4]/40
    - 英文科 80[注釈 4]/80
- 1992年
  - 4月1日 英文科の入学定員を80→100に増員[10]。
  - 5月1日 学生数[注 3]/定員
    - 家政科 158[注釈 4]/160
    - 幼児教育科 78[注釈 4]/80
    - 英文科 181[注釈 4]/180
- 1993年
  - 4月1日 以下の学科を新設する[13]。
    - 国際教養学科  入学定員100名

  - 同 学科の名称を以下の通り変更する[13]。
    - 家政科→生活科学科
      - 被服専攻→生活科学専攻 入学定員40名
      - 食物専攻→食物栄養専攻 入学定員40名
      - 生活福祉専攻  入学定員50名 新設[注 4]

    - 英文科→英文学科
    - 幼児教育科→幼児教育学科
- 1993年
  - 5月1日 学生数[14]/定員
    - 生活科学科 130[注釈 4]/130
      - 家政科 79[注釈 4]/80

    - 幼児教育学科 41[注釈 4]/40
      - 幼児教育科 36[注釈 4]/40

    - 英文学科 100[注釈 4]/100
      - 英文科 101[注釈 4]/100

    - 国際教養学科 100[注釈 4]/100
- 1995年
  - 4月1日 専攻科を設置し、以下の専攻課程を設ける[15]。
    - 食物栄養専攻 入学定員10名
- 1999年
  - 5月1日 学生数[16]/定員
    - 生活科学科 260[注釈 4]/260
    - 幼児教育学科 80[注釈 4]/80
    - 英文学科 200[注釈 4]/200
    - 国際教養学科 201[注釈 4]/200
- 2008年
  - 4月1日 同年度をもって本科学生募集を終了[注釈 2]。
- 2009年
  - 4月1日 公立大学法人新潟県立大学へ移管[2]。
  - 同 専攻科の学生募集をこの年度で最後とする[注 5]
- 2012年　

  - 7月18日 左記をもって正式に廃止となる[注釈 3]。

## 基礎データ

### 所在地
- 新潟県新潟市東区海老ヶ瀬471番地[注釈 1]

### 象徴
- 右記資料を参照[18]。

### 組織

#### 学科
- 生活科学科
  - 生活科学専攻 入学定員40名[注釈 5]
  - 食物栄養専攻 入学定員40名[注釈 5]
  - 生活福祉専攻 入学定員50名[注釈 5]
- 幼児教育学科 入学定員40名[注釈 5]
- 英文学科 入学定員100名[注釈 5]
- 国際教養学科 入学定員100名[注釈 5]

#### 専攻科
- 食物栄養専攻 入学定員10名[注 6]
  - 全国の公立短期大学で初めて設置された課程であった。短期大学で栄養士資格を取得した人が入学対象とされており、大学評価・学位授与機構に認定されていた。卒業に必要な特別研究があり、修業年限は昼間部2年制であった[18]。

#### 別科
- なし

### 取得資格について[18]
資格
- 保育士：生活科学科生活福祉専攻にて取得できた。大半の学生はこの資格を得て卒業した。幼児教育学科では取得できなかった。
- 栄養士：生活科学科食物栄養専攻にて取得できた。大半の学生はこの資格を得て卒業した。なお、専攻科食物栄養専攻を修了すれば管理栄養士の受験資格が与えられた。

教職課程
- 中学校教諭二種免許状
  - 家庭：生活科学科生活科学専攻
  - 英語：英文学科
- 幼稚園教諭二種免許状：幼児教育学科
- 栄養教諭二種免許状：生活科学科食物栄養専攻にて取得できた。

### 研究
- 『県立新潟女子短期大学研究紀要』[20]
- 『新潟県在住外国人の暮らしをめぐる多角的検討 : 県立新潟女子短期大学共同研究報告書』[21]。

## 学生生活

### 部活動・クラブ活動・サークル活動
- 県立新潟女子短期大学におけるクラブ活動団体の一例[18]。
  - 体育系：テニス・バレーボール・バドミントン・ダンスほか
  - 文化系：邦楽・茶道・華道・文芸ほか

### 学園祭
- 県立新潟女子短期大学の学園祭は、毎年概ね10月に行われていた[18]。

## 大学関係者と組織

### 大学関係者組織
- 県立新潟女子短期大学の同窓会には、全学独自のものとして「かざしの会」と称される組織がある。初めての卒業生が出た1965年に創設され、彼女らが桜の苗を植えて木の成長とともに母校が繁栄し、いつか桜花で覆われることの期待を込めて命名したものとなっている。
- ほか、各学科・専攻にも独自の同窓会組織がある。
  - 被服専攻・生活科学専攻：「あかね会」
  - 食物専攻・食物栄養専攻・専攻科食物栄養専攻：「さんしょの会」
  - 生活福祉専攻：「大福会」
  - 幼児教育科・幼児教育学科：「わ」
  - 英文科・英文学科：「シュリンプクラブ」
  - 国際教養学科：単に「国際教養学科同窓会」と称されることが多いようである。

## 施設[18]

### キャンパス
キャンパス付近には阿賀野川が流れている。
- 交通アクセス
  - JR白新線大形駅北口から徒歩約15分
  - 万代シテイバスセンター1番線、明石一丁目バス停（新潟中央郵便局前・新潟駅万代口から徒歩約5分）から新潟交通・新潟交通観光バス「700 新発田線」「710 豊栄線」「720 新崎・競馬場線」「740・741 一日市・大江山線」で「県立大学前」下車後徒歩約5分
- 設備
  - 図書館
所蔵数は、およそ図書72,000冊、雑誌700種類、視聴覚資料1600点となっていた。
  - 生活協同組合
  - 学生ホール
  - 食堂：180席ある。
  - 進路相談室

## 対外関係

### 他大学との協定

#### 海外
- 仁川専門大学

#### 日本
- 単位互換において、2001年度より敬和学園大学と協定を結んでいた。

## 社会との関わり
- 県立新潟女子短期大学では、地域との係わりを深めることのねらいから、以下の制度を実施していた。
  - 特別受講生：授業科目の一部を県民に開放する制度。
  - 研究生：特定の専門事項について担当教員からの指導により研究することを希望する人に対して入学を許可する制度。
  - 科目等履修生：大学入学資格者のある18歳以上が対象。男子も受講可能。
  - 公開講座：一般県民の教養と地域文化の向上をねらいに全学科及び専攻により実施されていた。

## 卒業後の進路について

### 編入学・進学実績[18]
- 生活科学科
  - 生活科学専攻：新潟大学・富山大学・信州大学・実践女子大学・長岡造形大学・京都造形芸術大学ほか
  - 食物栄養専攻：県立新潟女子短期大学専攻科ほか
  - 生活福祉専攻：長野大学ほか
- 幼児教育学科：秋田大学・都留文科大学ほか
- 英文学科：山形大学ほか
- 国際教養学科：北海道大学・岩手大学・福島大学・宇都宮大学・埼玉大学・東京外国語大学・富山大学・静岡大学・大阪外国語大学・広島大学・愛知県立大学・青山学院大学・玉川大学・東京家政学院大学・東京経済大学・日本大学・文教大学・法政大学・明治大学・敬和学園大学・新潟国際情報大学・京都外国語大学・立命館大学・関西大学・関西外国語大学・天理大学ほか

## 附属学校
- 県立新潟女子短期大学附属幼稚園：1971年設置。2009年4月、短期大学の公立大学法人への移管に伴い新潟県立幼稚園へ改称。新潟県教育委員会所管。